# 16077 Арейгамільтон
16077 Арейгамільтон (1999 RK157, 1995 OP10, 1998 CJ3, 16077 Arayhamilton) — астероїд головного поясу, відкритий 9 вересня 1999 року.
Тіссеранів параметр щодо Юпітера — 3,479.